# Шумський замок
 Шумський замок — мурований, майже зруйнований замок XI століття у м. Шумськ, Тернопільської області.

## Вигляд замку
В середині 16 століття Шумськ був поділений на дві частини - на одному березі річки було місто Шумськ з дерев'яним замком, на іншому — с. Рохманів, що теж мало дерев'яний замок, яке в майбутньому стало містечком. Такий поділ погано відобразився на становищі міста, тим більше, що спадкоємці продовжували суперечки за право володінням Шумська.

## Історія замку
В XI столітті виникла фортеця Шумськ, яка стала містом. Населений пункт постраждав в середині XIII століття від татар, але згодом швидко відновився.
У 1366 році було укладено договір, за яким Шумськ увійшов до складу Литви. Замок був споруджений в 15 столітті власниками Радзивілами в низині річки Віли. Природними укріпленнями було русло річки та болота. Не зважаючи на брак каміння у даній місцевості, замок був частково мурованим. У 1513 році власником Шумська став кременецький староста Іван Богуш.

## Руйнування замку
Замок був зруйнований наприкінці XVII століття і був розібраний на будівельний матеріал, оскільки потреби у камені в місті великі, а природних родовищ будматеріалу в цій місцевості мало. Від замку зараз нічого не залишилося, замчище розміщуюється в районі місцевого училища, біля трансформаторної станції, або на острові місцевого озера.